# Талисманът (филм)
„Талисманът“ (на английски: The Lucky One) е американска романтична драма от 2012 г. на режисьора Скот Хикс, по сценарий на Уил Фетърс, базиран на едноименния роман от Никълъс Спаркс и участват Зак Ефрон и Тейлър Шилинг.